# 盖恩斯维尔 (阿拉巴马州)
盖恩斯维尔（英文：Gainesville），是美国阿拉巴马州下属的一座城市。面积约为1.72平方英里（约合4.45平方公里）。根据2010年美国人口普查，该市有人口208人，人口密度为121/平方英里（约合46.74/平方公里）。